# Polycyrtus alei
Polycyrtus alei är en stekelart som beskrevs av Zuniga 2004. Polycyrtus alei ingår i släktet Polycyrtus och familjen brokparasitsteklar. Inga underarter finns listade i Catalogue of Life.